# Space-Dye Vest
A Space-Dye Vest a tizenegyedik, egyben utolsó szám az amerikai Dream Theater progresszív metal zenekar 1994-es Awake című albumán. A dalt az akkori billentyűs, Kevin Moore írta, és tulajdonképpen egy melankolikus, merengő duett a billentyűs és az énekes, James LaBrie közt, egészen a drámai levezetőig, melyet az együttes többi tagja játszik, s mindezt lezárja Moore kezdődallama.
A dal egyik fő nevezetessége, hogy sosem játszották élőben. Kevin Moore nem sokkal a felvétel után kilépett a Dream Theaterből. Ezt követően az együttes több tagja is jelezte, hogy nem kívánják Moore nélkül előadni a Space-Dye Vestet. Jordan Rudess, a zenekar jelenlegi billentyűse viszont egy interjúban kijelentette, hogy szeretné élőben játszani a dalt, amint az együttes többi tagja készen áll rá.
Kevin Moore egy japán újságírónak a következőt nyilatkozta a dal keletkezéséről:
A dalt az inspirálta, hogy… Nézegettem egy ruházati katalógust, és megláttam egy képet egy lányról, aki egy space-dye vestnek nevezett ruhadarabot viselt. És hát, beleszerettem a lányba [nevetés] valami furcsa oknál fogva. És ebben a pillanatban, amikor ez történt, úgy éreztem, hogy megbabonázott ez a lány. És azt kérdeztem magamtól: »Miért csinálom ezt?« És azt vettem észre, hogy újabban rengetegszer történik ez velem. És azt hiszem, a fő indok, amiért ezt csináltam – és erre akkor jöttem rá – az volt, hogy épp akkor lett vége egy kapcsolatomnak, az illető dobott engem lényegében, és azt hiszem, az volt a helyzet, hogy nem adtam ki magamból mindent, amit szerettem volna, ezért olyan volt, mintha csak szórnám szét az érzéseimet mindenfelé. A kivetítés tökéletes esete. És ez a dal megpróbálja ezt megfejteni, és részben egy beismerés, hogy kicsit el vagyok veszve. Tehát egy kicsit darkos szám lett. De nagyon katartikus élmény volt.

## Fordítás
Ez a szócikk részben vagy egészben  a   Space-Dye Vest című angol Wikipédia-szócikk ezen változatának fordításán alapul.  Az eredeti cikk szerkesztőit annak laptörténete sorolja fel. Ez a jelzés csupán a megfogalmazás eredetét és a szerzői jogokat jelzi, nem szolgál a cikkben szereplő információk forrásmegjelöléseként.